# Cibak
Le cibak est une langue tchadique du groupe de langues biu-mandara parlée au Nigeria.